# Blasensäulenreaktor

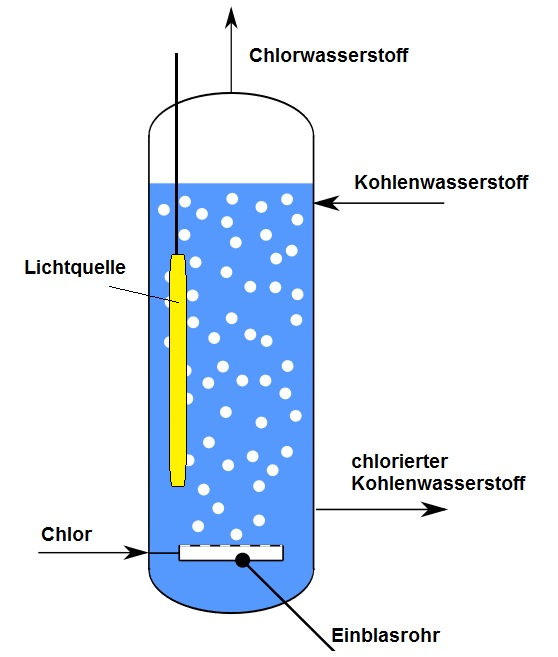
Schema eines Blasensäulenreaktors für die Photochlorierung.

Ein Blasensäulenreaktor oder eine Blasensäule ist ein von Helmut Gerstenberg erstmals eingesetzter verfahrenstechnischer Apparat für Gas/Flüssigkeit-Prozesse. In einer Blasensäule perlt Gas durch eine Flüssigkeit und erzeugt dabei eine Phasengrenzfläche zwischen Gas und Flüssigkeit. Die Begasung erfolgt in technischen Blasensäulen meist durch ein gelochtes Bodenblech, durch das das Gas strömt. Die Flüssigkeit kann im Gleichstrom oder im Gegenstrom geführt werden. Blasensäulen werden unter anderem zur Durchführung chemischer Reaktionen zwischen einem Gas und einer Flüssigkeit, aber auch als Direktkontaktapparat zum Wärme- und Stoffaustausch eingesetzt.
Blasensäulenreaktoren werden in einer Vielzahl chemisch-technischer Prozesse eingesetzt, beispielsweise bei Oxidationen, Chlorierungen, Alkylierungen, Polymerisationen und Hydrierungen. Auch bei biochemischen Prozessen wie der Fermentation und der biologischen Abwasserbehandlung sowie bei der Fischer-Tropsch-Synthese, einem indirekten Kohleverflüssigungsverfahren zur Herstellung von Paraffinen, und der Methanolherstellung werden Blasensäulenreaktoren verwendet.

## Charakteristik

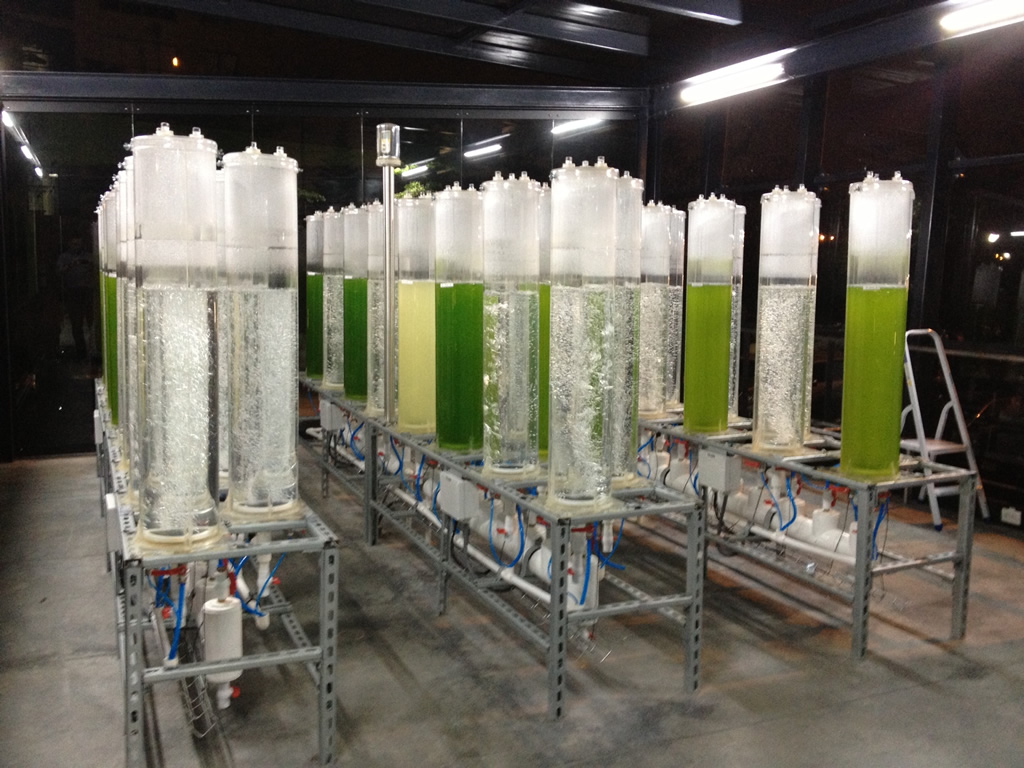
Mehrere Blasensäulenreaktoren im Betrieb

Blasensäulenreaktoren zeichnen sich im Vergleich zu anderen Gas-Flüssigkeits-Kontaktapparaten durch einen hohen Flüssigkeitsanteil und eine mäßige Phasengrenzfläche aus. Damit eignen sich Blasensäulen insbesondere für im Verhältnis zur Absorptionsgeschwindigkeit langsame Gas-Flüssig-Reaktionen, die ein großes Flüssigkeitsvolumen erfordern bei gleichzeitig geringen Anforderungen an die Phasengrenzfläche. Dies ist für einfache Gas-Flüssig-Reaktionen im Bereich einer Hatta-Zahl Ha<0.3 der Fall. Wenn die für Blasensäulen typische starke Durchmischung der Flüssigkeit zu Limitierungen z. B. aufgrund von Gleichgewichten führt, ist der Einsatz von Blasensäulenkaskaden denkbar. Weiterhin ist der Druckverlust der Gasströmung aufgrund der hydrostatischen Höhe der Flüssigkeit vergleichsweise hoch, was das Einsatzgebiet von Blasensäulen einschränkt.

## Anwendungsbeispiele
- chemische und biochemische Reaktionen zwischen Gas und Flüssigkeit
- Absorption[1] und Desorption von Gasen
- Verdunstung und Kondensation
- Anwärmen oder Abkühlen des Gases bzw. der Flüssigkeit (z. B. Hochtemperatur-Quenchen von heißen Abgasen)[1]
- Herstellung von stabilen Nanosuspensionen, zur Herstellung von nanoskaligen Wirkstoffpartikeln mit hoher Bioverfügbarkeit[2]
- Entfernung von Partikeln aus Abgasen als sogenannter Tauchwäscher[3]